# Puchar Świata w biegach narciarskich 2015/2016 – Sztokholm
Dziewiąte zawody Pucharu Świata w biegach narciarskich w sezonie 2015/2016 odbyły się w stolicy Szwecji, Sztokholmie. Konkurencję rozegrano 11 lutego. Zawodnicy rywalizowali w sprintach stylem klasycznym.

## Program zawodów
| Dzień     | Konkurencja                   | Początek  | Liczba uczestników |
| --------- | ----------------------------- | --------- | ------------------ |
| 11 lutego | Sprint kobiet s. klasycznym   | 15:30 CET | 61                 |
| 11 lutego | Sprint mężczyzn s. klasycznym | 15:30 CET | 72                 |

## Wyniki

### Sprint kobiet s. klasycznym
| Pozycja | Zawodniczka              | Reprezentacja     | Wynik        | Strata  |
| ------- | ------------------------ | ----------------- | ------------ | ------- |
| złoto   | Maiken Caspersen Falla   | Norwegia          | Finał        | 3:09,38 |
| srebro  | Ingvild Flugstad Østberg | Norwegia          | Finał        | +3,39   |
| brąz    | Stina Nilsson            | Szwecja           | Finał        | +4.37   |
| 4.      | Hanna Falk               | Szwecja           | Finał        | +5,22   |
| 5.      | Jennie Öberg             | Szwecja           | Finał        | +6,26   |
| 6.      | Jewgienija Szapowałowa   | Rosja             | Finał        | +12,70  |
|         |                          |                   |              |         |
| 7.      | Natalja Matwiejewa       | Rosja             | Półfinał (2) | —       |
| 8.      | Ida Ingemarsdotter       | Szwecja           | Półfinał (2) | —       |
| 9.      | Linn Sömskar             | Szwecja           | Półfinał (2) | —       |
| 10.     | Denise Herrmann          | Niemcy            | Półfinał (1) | —       |
| 11.     | Sophie Caldwell          | Stany Zjednoczone | Półfinał (1) | —       |
| 12.     | Krista Pärmäkoski        | Finlandia         | Półfinał (2) | —       |
| ...     |                          |                   |              |         |
| 34.     | Justyna Kowalczyk        | Polska            | Eliminacje   | —       |

### Sprint mężczyzn s. klasycznym
| Pozycja | Zawodnik               | Reprezentacja | Wynik           | Strata  |
| ------- | ---------------------- | ------------- | --------------- | ------- |
| złoto   | Nikita Kriukow         | Rosja         | Finał           | 2:46,70 |
| srebro  | Ola Vigen Hattestad    | Norwegia      | Finał           | +0,69   |
| brąz    | Petter Northug         | Norwegia      | Finał           | +1,16   |
| 4.      | Finn Hågen Krogh       | Norwegia      | Finał           | +3,66   |
| 5.      | Baptiste Gros          | Francja       | Finał           | +3,70   |
| 6.      | Sondre Turvoll Fossli  | Norwegia      | Finał           | +11,73  |
|         |                        |               |                 |         |
| 7.      | Alex Harvey            | Kanada        | Półfinał (2)    | —       |
| 8.      | Sindre Bjørnestad Skar | Norwegia      | Półfinał (2)    | —       |
| 9.      | Toni Ketelä            | Finlandia     | Półfinał (1)    | —       |
| 10.     | Andriej Parfionow      | Rosja         | Półfinał (2)    | —       |
| 11.     | Aleksandr Panżynski    | Rosja         | Półfinał (1)    | —       |
| 12.     | Oskar Svensson         | Szwecja       | Półfinał (2)    | —       |
| ...     |                        |               |                 |         |
| 24.     | Maciej Staręga         | Polska        | Ćwierćfinał (3) | —       |